# Marta Półtorak
Marta Iwona Półtorak (ur. 1966) – polska przedsiębiorczyni, działaczka społeczna, sportowa i charytatywna.

## Życiorys
Urodziła się w 1966 roku. Od urodzenia mieszkała w Rzeszowie. Kształciła się w technikum elektronicznym i uzyskała wykształcenie w tej dziedzinie. Studiowała także prawo, jednak studiów wyższych nie ukończyła.
Wraz z mężem Mariuszem założyła Zakład Tworzyw Sztucznych. W 1991 roku utworzyła firmę Marma Polskie Folie Sp. z o.o., działającą w branży tworzyw sztucznych, obejmując stanowisko prezesa. Zakłady produkcyjne przedsiębiorstwa powstały m.in. w Przeworsku, Kańczudze, Kędzierzynie-Koźlu, Nowej Dębie, Bielsku-Białej i Wilkowicach.
Została również prezesem zarządu Develop Investment Sp. z o.o., właściciela otwartego w 2011 roku Centrum Kulturalno-Handlowego „Millenium Hall” w Rzeszowie oraz wiceprezesem zarządu Hotele Grupy Marma Sp. z o.o., która w 2012 roku uruchomiła hotel Hilton Garden Inn w Rzeszowie.
Poza działalnością biznesową jest znana jako mecenas sztuki i kultury oraz działaczka społeczna, sportowa i charytatywna. Wspierała m.in. projekt „Siemacha Spot w Galeriach Handlowych” oraz działała na rzecz Towarzystwa Św. Brata Alberta.
Jest członkinią konwentów Politechniki Rzeszowskiej oraz Wyższej Szkoły Informatyki i Zarządzania w Rzeszowie. Finansowała utworzenie Domu Polskiego w Nepalu dla ofiar trzęsienia ziemi, wspierała także pobyt w Polsce dzieci z Ukrainy z terenów objętych wojną.
Od 2004 roku zarządzała klubem żużlowym Stal Rzeszów, a od 2005 do 2008 roku pełniła funkcję prezesa jego sekcji żużlowej. Od 2009 roku była prezesem Speedway Stal Rzeszów – jako pierwsza kobieta w Polsce na tym stanowisku. W 2014 roku, po 11 latach sponsorowania, zakończyła współpracę z drużyną.
Wspierała także innych sportowców i kluby, w tym Rafała Wilka, Michała Bartusika, koszykarski  Znicz Jarosław, żużlowy Wilki Krosno (od 2018) oraz hokejowy STS Sanok (od 2022).
W wyborach samorządowych w 2006 roku została wybrana z listy Polskiego Stronnictwa Ludowego na radną Sejmiku Województwa Podkarpackiego III kadencji. Pod koniec grudnia 2006 roku zrezygnowała z mandatu. W głosowaniu 29 stycznia 2007 roku sejmik zdecydował o wygaśnięciu mandatu w związku z niezłożeniem w terminie oświadczenia majątkowego.
Jest zamężna z Mariuszem, mają troje dzieci: dwie córki i syna.

## Wyróżnienia
- Działaczka Roku – plebiscyt „Tygodnik Żużlowy” (2009)[5]
- „Kobieta Przedsiębiorcza Podkarpacia” 2010 – kategoria: działalność gospodarcza[5]
- Złota odznaka Polskiego Związku Motorowego (2010)[14]
- Laureatka Rankingu „100 Kobiet Biznesu 2015” – redakcja „Puls Biznesu”[5]
- „Menadżer Roku Podkarpacia” 2016 – działalność gospodarcza[5]
- Super Wiktoria – Osobowość roku 2016 (Warszawska Izba Przedsiębiorców)[5]
- Złoty Medal Akademii Polskiego Sukcesu (2017)[5]
- Honorowa obywatelka Rzeszowa – 2017, pierwsza kobieta uhonorowana tym tytułem[15][16][5][17]
- „Lider z powołania” – kategoria: Lider w Biznesie (2019)[18]
- Krzyż Oficerski Orderu Odrodzenia Polski (2025, „za wybitne zasługi na rzecz rozwoju poligrafii, za działalność społeczną”)[19][20]